# Jimmy Douglass
Jimmy Douglass est un ingénieur du son originaire des États-Unis et un producteur de musique, dont la carrière prolifique s'étend sur plus de 40 ans. Après avoir travaillé pour de nombreux artistes depuis les années 1970, il occupe le poste d'ingénieur principal pour le producteur de R'n'B et de Hip-hop nommé Timbaland depuis 1996.

## Carrière
Jimmy Douglass commence sa carrière en tant que duplicateur de bandes à temps partiel au début des années 1970 aux studios Atlantic de New York. À l'époque, il est encore au lycée et travaille en soirée. Il apprend à utiliser la console 16 pistes customisée et observe le travail des grands ingénieurs et producteurs Tom Dowd, Jerry Wexler, et Arif Mardin. Pour sa première intervention à la console de mixage, il est encouragé par Wexler pour superviser l'enregistrement d'une démo d'un nouveau groupe.
Douglass est bien connu pour sa technique non conformiste en studio, et pour avoir aidé les artistes à dépasser les limites de leur genre musical. Il est réputé pour apporter un côté brut au son, et plus précisément un lourd son de basse funk à la musique rock. Il fait une apparition aux anges de la Téléréalité 5 pour aider les chanteurs à concrétiser leur rêve.